# Danh sách cầu thủ tham dự Cúp bóng đá châu Phi 2010
Dưới đây là danh sách các đội hình thi đấu tại Cúp bóng đá châu Phi 2010.

## Bảng A

### Angola
Huấn luyện viên:  Manuel José
| Số | Vt | Cầu thủ        | Ngày sinh (tuổi)            | Số trận | Câu lạc bộ\|       |
| -- | -- | -------------- | --------------------------- | ------- | ------------------ |
| 1  | TM | Lamá           | 1 tháng 2, 1981 (28 tuổi)   | 33      | Petro Atlético     |
| 2  | HV | Jamuana        | 23 tháng 11, 1984 (25 tuổi) | 10      | Petro Atlético     |
| 3  | HV | Enoque         | 16 tháng 8, 1987 (22 tuổi)  | 6       | Santos             |
| 4  | HV | Dias Caires    | 18 tháng 4, 1978 (31 tuổi)  | 13      | Petro Atlético     |
| 5  | HV | Kali           | 11 tháng 10, 1978 (31 tuổi) | 50      | Unattached         |
| 6  | TV | Davíd          | 24 tháng 2, 1988 (21 tuổi)  | 3       | Petro Atlético     |
| 7  | TV | Job            | 27 tháng 9, 1987 (22 tuổi)  | 16      | Petro Atlético     |
| 8  | TĐ | Chara          | 10 tháng 10, 1981 (28 tuổi) | 17      | Petro Atlético     |
| 9  | TĐ | Mantorras      | 18 tháng 3, 1982 (27 tuổi)  | 28      | Benfica            |
| 10 | HV | Zuela          | 3 tháng 8, 1983 (26 tuổi)   | 4       | Kuban Krasnodar    |
| 11 | TV | Gilberto       | 21 tháng 9, 1982 (27 tuổi)  | 46      | Al-Ahly            |
| 12 | TĐ | Johnson Macaba | 23 tháng 11, 1978 (31 tuổi) | 10      | C.R.D. Libolo      |
| 13 | TM | Carlos         | 18 tháng 12, 1979 (30 tuổi) | 5       | Rio Ave            |
| 14 | TĐ | Djalma         | 30 tháng 5, 1987 (22 tuổi)  | 9       | Marítimo           |
| 15 | HV | Rui Marques    | 3 tháng 9, 1977 (32 tuổi)   | 16      | Leeds United       |
| 16 | TĐ | Flávio         | 30 tháng 12, 1979 (30 tuổi) | 58      | Al-Shabab          |
| 17 | TV | Zé Kalanga     | 12 tháng 8, 1983 (26 tuổi)  | 42      | Dinamo București   |
| 18 | TĐ | Love           | 14 tháng 3, 1979 (30 tuổi)  | 48      | Primeiro de Agosto |
| 19 | TV | Dédé           | 4 tháng 7, 1981 (28 tuổi)   | 14      | Timișoara          |
| 20 | TV | Stélvio        | 24 tháng 1, 1989 (20 tuổi)  | 6       | União de Leiria    |
| 21 | TV | Mabiná         | 6 tháng 10, 1987 (22 tuổi)  | 10      | Petro Atlético     |
| 22 | TM | Wilson         | 22 tháng 7, 1984 (25 tuổi)  | 1       | Caála              |
| 23 | TĐ | Manucho        | 7 tháng 3, 1983 (26 tuổi)   | 21      | Real Valladolid    |

### Mali
Huấn luyện viên:  Stephen Keshi
| Số | Vt | Cầu thủ               | Ngày sinh (tuổi)            | Số trận | Câu lạc bộ      |
| -- | -- | --------------------- | --------------------------- | ------- | --------------- |
| 1  | TM | Mahamadou Sidibé      | 8 tháng 10, 1978 (31 tuổi)  | 54      | Omonia          |
| 2  | HV | Ousmane Berthé        | 5 tháng 2, 1987 (22 tuổi)   | 4       | Jomo Cosmos     |
| 3  | HV | Adama Tamboura        | 18 tháng 5, 1985 (24 tuổi)  | 36      | Helsingborgs IF |
| 4  | TV | Samba Sow             | 29 tháng 4, 1989 (20 tuổi)  | 2       | Lens            |
| 5  | HV | Souleymane Diamoutene | 30 tháng 1, 1983 (26 tuổi)  | 47      | Bari            |
| 6  | TV | Mahamadou Diarra      | 18 tháng 5, 1981 (28 tuổi)  | 53      | Real Madrid     |
| 7  | TĐ | Tenema N'Diaye        | 13 tháng 2, 1981 (28 tuổi)  | 14      | Nantes          |
| 8  | TĐ | Mamadou Diallo        | 17 tháng 4, 1982 (27 tuổi)  | 36      | Le Havre        |
| 9  | TĐ | Mamadou Bagayoko      | 21 tháng 5, 1979 (30 tuổi)  | 24      | Nice            |
| 10 | TĐ | Modibo Maïga          | 3 tháng 9, 1986 (23 tuổi)   | 16      | Le Mans         |
| 11 | TĐ | Mamadou Samassa       | 1 tháng 5, 1986 (23 tuổi)   | 3       | Valenciennes    |
| 12 | TV | Seydou Keita          | 16 tháng 1, 1980 (29 tuổi)  | 53      | Barcelona       |
| 13 | HV | Bakary Soumaré        | 9 tháng 11, 1985 (24 tuổi)  | 12      | Boulogne        |
| 14 | TV | Abdou Traoré          | 17 tháng 1, 1988 (21 tuổi)  | 5       | Bordeaux        |
| 15 | TV | Bakaye Traoré         | 6 tháng 3, 1985 (24 tuổi)   | 10      | Nancy           |
| 16 | TM | Soumbeïla Diakité     | 25 tháng 8, 1984 (25 tuổi)  | 10      | Stade Malien    |
| 17 | TV | Mahamane Traoré       | 31 tháng 8, 1988 (21 tuổi)  | 14      | Nice            |
| 18 | TV | Mohamed Sissoko       | 22 tháng 1, 1985 (24 tuổi)  | 26      | Juventus        |
| 19 | TĐ | Frédéric Kanouté      | 2 tháng 9, 1977 (32 tuổi)   | 36      | Sevilla         |
| 20 | TV | Lassana Fané          | 11 tháng 11, 1987 (22 tuổi) | 8       | Al-Merreikh     |
| 21 | TĐ | Mustapha Yatabaré     | 26 tháng 1, 1986 (23 tuổi)  | 8       | Clermont        |
| 22 | TM | Oumar Sissoko         | 13 tháng 9, 1987 (22 tuổi)  | 3       | Metz            |
| 23 | HV | Abdoulaye Maïga       | 25 tháng 5, 1984 (25 tuổi)  | 4       | Stade Malien    |

### Malawi
Huấn luyện viên: Kinnah Phiri
| Số | Vt | Cầu thủ               | Ngày sinh (tuổi)            | Số trận | Câu lạc bộ         |
| -- | -- | --------------------- | --------------------------- | ------- | ------------------ |
| 1  | TM | Swadic Sanudi         | 21 tháng 10, 1983 (26 tuổi) | 43      | Dynamos            |
| 2  | TV | Peter Mgangira        | 6 tháng 10, 1980 (29 tuổi)  | 22      | Silver Strikers    |
| 3  | HV | Moses Chavula         | 8 tháng 8, 1985 (24 tuổi)   | 31      | Nathi Lions        |
| 4  | TĐ | Chiukepo Msowoya      | 23 tháng 9, 1988 (21 tuổi)  | 20      | APR                |
| 5  | HV | James Sangala         | 20 tháng 8, 1986 (23 tuổi)  | 23      | Primeiro de Agosto |
| 6  | HV | Allan Kamanga         | 29 tháng 12, 1981 (28 tuổi) | 29      | Dynamos            |
| 7  | HV | Peter Mponda          | 4 tháng 9, 1981 (28 tuổi)   | 61      | Black Leopards     |
| 8  | TV | Jacob Ngwira          | 7 tháng 9, 1985 (24 tuổi)   | 11      | Carara Kicks       |
| 9  | TĐ | Russel Mwafulirwa     | 24 tháng 2, 1983 (26 tuổi)  | 28      | IFK Norrköping     |
| 10 | TV | Joseph Kamwendo       | 23 tháng 10, 1986 (23 tuổi) | 36      | Orlando Pirates    |
| 11 | TĐ | Essau Kanyenda        | 27 tháng 9, 1982 (27 tuổi)  | 40      | KAMAZ              |
| 12 | HV | Elvis Kafoteka        | 17 tháng 1, 1978 (31 tuổi)  | 20      | Super ESCOM        |
| 13 | TV | Hellings Mwakasungula | 5 tháng 5, 1980 (29 tuổi)   | 21      | Silver Strikers    |
| 14 | TĐ | Victor Nyirenda       | 23 tháng 8, 1988 (21 tuổi)  | 6       | MTL Wanderers      |
| 15 | TV | Robert Ng'ambi        | 11 tháng 9, 1986 (23 tuổi)  | 28      | Black Leopards     |
| 16 | TM | Simplex Nthala        | 24 tháng 2, 1988 (21 tuổi)  | 1       | MTL Wanderers      |
| 17 | TĐ | Jimmy Zakazaka        | 27 tháng 12, 1984 (25 tuổi) | 22      | Bay United         |
| 18 | TĐ | Peter Wadabwa         | 14 tháng 9, 1988 (21 tuổi)  | 13      | Thanda Royal Zulu  |
| 19 | TV | Davi Banda            | 29 tháng 12, 1983 (26 tuổi) | 17      | Red Lions          |
| 20 | TĐ | Atusaye Nyondo        | 25 tháng 7, 1988 (21 tuổi)  | 8       | Carara Kicks       |
| 21 | HV | Maupo Msowoya         | 14 tháng 5, 1982 (27 tuổi)  | 32      | Super ESCOM        |
| 22 | TM | Charles Swini         | 28 tháng 2, 1985 (24 tuổi)  | 1       | Super ESCOM        |
| 23 | HV | Harry Nyirenda        | 25 tháng 8, 1990 (19 tuổi)  | 2       | MTL Wanderers      |

### Algérie
Huấn luyện viên: Rabah Saadane
| Số | Vt | Cầu thủ             | Ngày sinh (tuổi)            | Số trận | Câu lạc bộ\|             |
| -- | -- | ------------------- | --------------------------- | ------- | ------------------------ |
| 1  | TM | Mohamed Ousserir    | 5 tháng 2, 1978 (31 tuổi)   | 5       | CR Belouizdad            |
| 2  | HV | Madjid Bougherra    | 7 tháng 10, 1982 (27 tuổi)  | 34      | Rangers                  |
| 3  | HV | Nadir Belhadj       | 18 tháng 6, 1982 (27 tuổi)  | 38      | Portsmouth               |
| 4  | HV | Antar Yahia         | 21 tháng 3, 1982 (27 tuổi)  | 40      | VfL Bochum               |
| 5  | HV | Rafik Halliche      | 2 tháng 9, 1986 (23 tuổi)   | 10      | Nacional                 |
| 6  | TV | Yazid Mansouri (c)  | 25 tháng 2, 1978 (31 tuổi)  | 59      | Lorient                  |
| 7  | TV | Yacine Bezzaz       | 10 tháng 7, 1981 (28 tuổi)  | 20      | Strasbourg               |
| 8  | TV | Khaled Lemmouchia   | 6 tháng 12, 1981 (28 tuổi)  | 13      | ES Sétif                 |
| 9  | TĐ | Abdelkader Ghezzal  | 5 tháng 12, 1984 (25 tuổi)  | 11      | Siena                    |
| 10 | TĐ | Rafik Saïfi         | 7 tháng 2, 1975 (34 tuổi)   | 58      | Al-Khor                  |
| 11 | HV | Slimane Raho        | 20 tháng 10, 1975 (34 tuổi) | 45      | ES Sétif                 |
| 12 | HV | Réda Babouche       | 3 tháng 7, 1979 (30 tuổi)   | 1       | MC Alger                 |
| 13 | TĐ | Karim Matmour       | 25 tháng 6, 1985 (24 tuổi)  | 17      | Borussia Mönchengladbach |
| 14 | HV | Abdelkader Laïfaoui | 9 tháng 7, 1981 (28 tuổi)   | 3       | ES Sétif                 |
| 15 | TV | Karim Ziani         | 17 tháng 8, 1982 (27 tuổi)  | 47      | VfL Wolfsburg            |
| 16 | TM | Faouzi Chaouchi     | 5 tháng 12, 1984 (25 tuổi)  | 4       | ES Sétif                 |
| 17 | HV | Samir Zaoui         | 3 tháng 6, 1976 (33 tuổi)   | 22      | ASO Chlef                |
| 18 | TV | Hameur Bouazza      | 22 tháng 2, 1985 (24 tuổi)  | 11      | Blackpool                |
| 19 | TV | Hassan Yebda        | 14 tháng 5, 1984 (25 tuổi)  | 3       | Portsmouth               |
| 20 | TV | Mourad Meghni       | 16 tháng 4, 1984 (25 tuổi)  | 5       | Lazio                    |
| 21 | TĐ | Abdelmalek Ziaya    | 23 tháng 1, 1984 (25 tuổi)  | 1       | Al-Ittihad               |
| 22 | TV | Djamel Abdoun       | 14 tháng 2, 1986 (23 tuổi)  | 0       | Nantes                   |
| 23 | TM | Mohamed Zemmamouche | 2 tháng 1, 1985 (25 tuổi)   | 0       | MC Alger                 |

## Bảng B

### Bờ Biển Ngà
Huấn luyện viên:  Vahid Halilhodžić
| Số | Vt | Cầu thủ            | Ngày sinh (tuổi)            | Số trận | Câu lạc bộ\|         |
| -- | -- | ------------------ | --------------------------- | ------- | -------------------- |
| 1  | TM | Boubacar Barry     | 30 tháng 12, 1979 (30 tuổi) | 42      | Lokeren              |
| 2  | HV | Benjamin Angoua    | 28 tháng 11, 1986 (23 tuổi) | 7       | Honvéd               |
| 3  | HV | Arthur Boka        | 2 tháng 4, 1983 (26 tuổi)   | 54      | VfB Stuttgart        |
| 4  | HV | Kolo Touré         | 19 tháng 3, 1981 (28 tuổi)  | 74      | Manchester City      |
| 5  | TV | Didier Zokora      | 14 tháng 12, 1980 (29 tuổi) | 78      | Sevilla              |
| 6  | HV | Yaya Touré         | 13 tháng 5, 1983 (26 tuổi)  | 45      | Barcelona            |
| 7  | TV | Emerse Faé         | 24 tháng 1, 1984 (25 tuổi)  | 37      | Nice                 |
| 8  | TĐ | Salomon Kalou      | 5 tháng 8, 1985 (24 tuổi)   | 26      | Chelsea              |
| 9  | TV | Cheick Tioté       | 21 tháng 6, 1986 (23 tuổi)  | 6       | Twente               |
| 10 | TĐ | Gervinho           | 27 tháng 5, 1987 (22 tuổi)  | 13      | Lille                |
| 11 | TĐ | Didier Drogba      | 11 tháng 3, 1978 (31 tuổi)  | 63      | Chelsea              |
| 12 | HV | Abdoulaye Méïté    | 6 tháng 10, 1980 (29 tuổi)  | 48      | West Bromwich Albion |
| 13 | TV | Jean-Jacques Gosso | 15 tháng 3, 1983 (26 tuổi)  | 6       | Monaco               |
| 14 | TĐ | Bakari Koné        | 17 tháng 9, 1981 (28 tuổi)  | 41      | Marseille            |
| 15 | TĐ | Aruna Dindane      | 26 tháng 11, 1980 (29 tuổi) | 54      | Portsmouth           |
| 16 | TM | Aristide Zogbo     | 30 tháng 12, 1981 (28 tuổi) | 6       | Maccabi Netanya      |
| 17 | TV | Siaka Tiéné        | 22 tháng 2, 1982 (27 tuổi)  | 52      | Valenciennes         |
| 18 | TV | Kader Keïta        | 6 tháng 8, 1981 (28 tuổi)   | 52      | Galatasaray          |
| 19 | TV | Emmanuel Koné      | 31 tháng 12, 1986 (23 tuổi) | 12      | Internațional        |
| 20 | HV | Guy Demel          | 13 tháng 6, 1981 (28 tuổi)  | 24      | Hamburger SV         |
| 21 | HV | Emmanuel Eboué     | 4 tháng 6, 1983 (26 tuổi)   | 50      | Arsenal              |
| 22 | HV | Sol Bamba          | 13 tháng 1, 1985 (24 tuổi)  | 13      | Hibernian            |
| 23 | TM | Vincent Angban     | 2 tháng 2, 1985 (24 tuổi)   | 2       | ASEC Mimosas         |

### Burkina Faso
Huấn luyện viên:  Paulo Duarte
| Số | Vt | Cầu thủ                  | Ngày sinh (tuổi)            | Số trận | Câu lạc bộ\|         |
| -- | -- | ------------------------ | --------------------------- | ------- | -------------------- |
| 1  | TM | Daouda Diakité           | 30 tháng 3, 1983 (26 tuổi)  | 14      | Al-Mokawloon Al-Arab |
| 2  | HV | Moussa Ouattara          | 31 tháng 12, 1981 (28 tuổi) | 27      | 1. FC Kaiserslautern |
| 3  | HV | Ibrahim Gnanou           | 8 tháng 11, 1986 (23 tuổi)  | 7       | Alania Vladikavkaz   |
| 4  | HV | Mamadou Tall             | 4 tháng 12, 1982 (27 tuổi)  | 32      | União de Leiria      |
| 5  | TV | Mohamed Koffi            | 30 tháng 12, 1986 (23 tuổi) | 5       | Petrojet             |
| 6  | HV | Bakary Koné              | 27 tháng 4, 1988 (21 tuổi)  | 12      | Guingamp             |
| 7  | TV | Florent Rouamba          | 31 tháng 12, 1986 (23 tuổi) | 18      | Sheriff Tiraspol     |
| 8  | TV | Mahamoudou Kéré          | 2 tháng 1, 1982 (28 tuổi)   | 36      | Charleroi            |
| 9  | TĐ | Moumouni Dagano          | 3 tháng 1, 1981 (29 tuổi)   | 44      | Al-Khor              |
| 10 | TĐ | Wilfried Sanou           | 16 tháng 3, 1984 (25 tuổi)  | 14      | 1. FC Köln           |
| 11 | TĐ | Jonathan Pitroipa        | 12 tháng 4, 1986 (23 tuổi)  | 19      | Hamburger SV         |
| 12 | HV | Saïdou Panandétiguiri    | 22 tháng 3, 1984 (25 tuổi)  | 32      | União de Leiria      |
| 13 | TV | Issouf Ouattara          | 7 tháng 10, 1988 (21 tuổi)  | 6       | União de Leiria      |
| 14 | TV | Patrick Zoundi           | 19 tháng 7, 1982 (27 tuổi)  | 15      | Fortuna Düsseldorf   |
| 15 | TĐ | Narcisse Yaméogo         | 19 tháng 11, 1980 (29 tuổi) | 20      | Mughan               |
| 16 | TM | Adama Sawadogo           | 20 tháng 1, 1990 (19 tuổi)  | 1       | ASFA Yennega         |
| 17 | HV | Paul Koulibaly           | 24 tháng 3, 1986 (23 tuổi)  | 17      | Al-Ittihad           |
| 18 | TV | Charles Kaboré           | 9 tháng 2, 1988 (21 tuổi)   | 19      | Marseille            |
| 19 | TĐ | Yssouf Koné              | 19 tháng 2, 1982 (27 tuổi)  | 10      | Cluj                 |
| 20 | TV | Abdoul-Aziz Nikiema      | 12 tháng 6, 1985 (24 tuổi)  | 12      | Qingdao Jonoon       |
| 21 | TĐ | Habib Bamogo             | 8 tháng 5, 1982 (27 tuổi)   | 4       | Nice                 |
| 22 | TM | Germain Sanou            | 26 tháng 5, 1992 (17 tuổi)  | 0       | Saint-Étienne        |
| 23 | HV | Wilfried Benjamin Balima | 20 tháng 3, 1985 (24 tuổi)  | 2       | Sheriff Tiraspol     |

### Ghana
Huấn luyện viên:  Milovan Rajevac
| Số | Vt | Cầu thủ                | Ngày sinh (tuổi)            | Số trận | Câu lạc bộ            |
| -- | -- | ---------------------- | --------------------------- | ------- | --------------------- |
| 1  | TM | Philemon McCarthy      | 14 tháng 8, 1983 (26 tuổi)  | 2       | Hearts of Oak         |
| 2  | HV | Hans Sarpei            | 28 tháng 6, 1976 (33 tuổi)  | 23      | Bayer Leverkusen      |
| 3  | TĐ | Asamoah Gyan           | 22 tháng 11, 1985 (24 tuổi) | 28      | Rennes                |
| 4  | TĐ | Ransford Osei          | 5 tháng 12, 1990 (19 tuổi)  | 1       | Twente                |
| 5  | HV | Jonathan Mensah        | 13 tháng 7, 1990 (19 tuổi)  | 2       | Free State Stars      |
| 6  | TV | Anthony Annan          | 21 tháng 6, 1986 (23 tuổi)  | 38      | Rosenborg             |
| 7  | HV | Samuel Inkoom          | 22 tháng 8, 1989 (20 tuổi)  | 4       | Basel                 |
| 8  | TV | Michael Essien         | 3 tháng 12, 1982 (27 tuổi)  | 45      | Chelsea               |
| 9  | TV | Opoku Agyemang         | 7 tháng 6, 1989 (20 tuổi)   | 2       | Al-Sadd               |
| 10 | TV | Kwadwo Asamoah         | 9 tháng 9, 1988 (21 tuổi)   | 22      | Udinese               |
| 11 | TV | Moussa Narry           | 19 tháng 4, 1986 (23 tuổi)  | 3       | Auxerre               |
| 12 | HV | Lee Addy               | 26 tháng 9, 1985 (24 tuổi)  | 1       | Bechem Chelsea        |
| 13 | TV | André Ayew             | 17 tháng 12, 1989 (20 tuổi) | 15      | Arles-Avignon         |
| 14 | TĐ | Matthew Amoah          | 24 tháng 10, 1980 (29 tuổi) | 31      | NAC Breda             |
| 15 | HV | Isaac Vorsah           | 21 tháng 6, 1988 (21 tuổi)  | 5       | 1899 Hoffenheim       |
| 16 | TM | Daniel Adjei           | 10 tháng 11, 1989 (20 tuổi) | 1       | Liberty Professionals |
| 17 | TV | Rahim Ayew             | 16 tháng 4, 1988 (21 tuổi)  | 1       | Zamalek               |
| 18 | HV | Eric Addo              | 12 tháng 11, 1978 (31 tuổi) | 32      | Roda JC               |
| 19 | TV | Emmanuel Agyemang-Badu | 12 tháng 2, 1990 (19 tuổi)  | 2       | Udinese               |
| 20 | TĐ | Dominic Adiyiah        | 29 tháng 11, 1989 (20 tuổi) | 1       | Milan                 |
| 21 | HV | Harrison Afful         | 24 tháng 6, 1986 (23 tuổi)  | 14      | Espérance             |
| 22 | TM | Richard Kingson        | 13 tháng 6, 1978 (31 tuổi)  | 58      | Wigan Athletic        |
| 23 | TV | Haminu Dramani         | 1 tháng 4, 1986 (23 tuổi)   | 27      | Kuban Krasnodar       |

### Togo
Togo rút khỏi giải sau vụ tấn công xe buýt khi 3 người tử vong và nhiều người khác bị thương.
Huấn luyện viên:  Hubert Velud
| Số | Vt | Cầu thủ           | Ngày sinh (tuổi)            | Số trận | Câu lạc bộ\|     |
| -- | -- | ----------------- | --------------------------- | ------- | ---------------- |
| 1  | TM | Dodo Obilalé      | 8 tháng 10, 1984 (25 tuổi)  | 16      | GSI Pontivy      |
| 2  | HV | Vincent Bossou    | 7 tháng 2, 1986 (23 tuổi)   | 0       | Maranatha        |
| 3  | HV | Kwami Eninful     | 20 tháng 11, 1984 (25 tuổi) | 9       | Monastir         |
| 4  | TĐ | Emmanuel Adebayor | 26 tháng 2, 1984 (25 tuổi)  | 38      | Manchester City  |
| 5  | HV | Serge Akakpo      | 15 tháng 10, 1987 (22 tuổi) | 10      | Vaslui           |
| 6  | HV | Abdoul Mamah      | 24 tháng 8, 1985 (24 tuổi)  | 36      | Sheriff Tiraspol |
| 7  | TV | Moustapha Salifou | 1 tháng 6, 1983 (26 tuổi)   | 45      | Aston Villa      |
| 8  | TĐ | Komlan Amewou     | 15 tháng 12, 1983 (26 tuổi) | 30      | Strømsgodset IF  |
| 9  | TĐ | Thomas Dossevi    | 6 tháng 3, 1979 (30 tuổi)   | 25      | Nantes           |
| 10 | TV | Floyd Ayité       | 15 tháng 12, 1988 (21 tuổi) | 7       | Nancy            |
| 11 | TĐ | Jonathan Ayité    | 21 tháng 7, 1985 (24 tuổi)  | 7       | Nîmes            |
| 12 | HV | Éric Akoto        | 10 tháng 7, 1980 (29 tuổi)  | 32      | OFI Crete        |
| 13 | HV | Richmond Forson   | 23 tháng 5, 1980 (29 tuổi)  | 18      | Thouars          |
| 14 | HV | Akimsola Boussari | 10 tháng 3, 1988 (21 tuổi)  | 3       | Enugu Rangers    |
| 15 | TV | Alaixys Romao     | 18 tháng 1, 1984 (25 tuổi)  | 30      | Grenoble         |
| 16 | TM | Kossi Agassa      | 2 tháng 7, 1978 (31 tuổi)   | 52      | Istres           |
| 17 | TĐ | Serge Gakpé       | 7 tháng 5, 1987 (22 tuổi)   | 3       | Monaco           |
| 18 | TV | Junior Sènaya     | 19 tháng 4, 1984 (25 tuổi)  | 33      | Dibba Al-Hasn    |
| 19 | TV | Sapol Mani        | 5 tháng 6, 1991 (18 tuổi)   | 4       | Alittihad        |
| 20 | TV | Guillaume Brenner | 1 tháng 2, 1986 (23 tuổi)   | 4       | Alki Larnaca     |
| 21 | TĐ | Liyabé Kpatoumbi  | 25 tháng 5, 1986 (23 tuổi)  | 2       | ASKO Kara        |
| 22 | TM | Baba Tchagouni    | 31 tháng 12, 1990 (19 tuổi) | 0       | Dijon            |
| 23 | HV | Assimiou Touré    | 1 tháng 1, 1988 (22 tuổi)   | 10      | Bayer Leverkusen |

## Bảng C

### Ai Cập
Huấn luyện viên: Hassan Shehata
| Số | Vt | Cầu thủ               | Ngày sinh (tuổi)            | Số trận | Câu lạc bộ        |
| -- | -- | --------------------- | --------------------------- | ------- | ----------------- |
| 1  | TM | Essam El-Hadary       | 15 tháng 1, 1973 (36 tuổi)  | 119     | Ismaily           |
| 2  | HV | Mahmoud Fathallah     | 13 tháng 2, 1982 (27 tuổi)  | 31      | Zamalek           |
| 3  | HV | Ahmed Al-Muhammadi    | 9 tháng 9, 1987 (23 tuổi)   | 38      | Enppi             |
| 4  | HV | Moatasem Salem        | 2 tháng 9, 1980 (29 tuổi)   | 5       | Ismaily           |
| 5  | HV | Abdel Zaher El Saka   | 30 tháng 1, 1974 (35 tuổi)  | 111     | Eskişehirspor     |
| 6  | HV | Hany Saïd             | 22 tháng 4, 1980 (29 tuổi)  | 56      | Zamalek           |
| 7  | HV | Ahmed Fathy           | 10 tháng 11, 1984 (25 tuổi) | 65      | Al-Ahly           |
| 8  | TV | Hosny Abd Rabo        | 1 tháng 11, 1984 (25 tuổi)  | 79      | Ahli Dubai        |
| 9  | TĐ | Mohamed Zidan         | 11 tháng 12, 1981 (28 tuổi) | 34      | Borussia Dortmund |
| 10 | TĐ | Emad Moteab           | 20 tháng 2, 1983 (26 tuổi)  | 60      | Al-Ahly           |
| 11 | TĐ | Ahmed Eid Abdel Malek | 15 tháng 5, 1980 (29 tuổi)  | 36      | Haras El Hodood   |
| 12 | TV | Hossam Ghaly          | 15 tháng 12, 1981 (28 tuổi) | 34      | Al-Nassr          |
| 13 | HV | Abdelaziz Tawfik      | 24 tháng 5, 1986 (23 tuổi)  | 8       | Enppi             |
| 14 | HV | Sayed Moawad          | 25 tháng 5, 1979 (30 tuổi)  | 41      | Al-Ahly           |
| 15 | TĐ | Geddo                 | 30 tháng 10, 1984 (25 tuổi) | 8       | Ittihad           |
| 16 | TM | Abdelwahed El-Sayed   | 3 tháng 6, 1979 (30 tuổi)   | 28      | Zamalek           |
| 17 | TV | Ahmed Hassan          | 2 tháng 5, 1975 (34 tuổi)   | 172     | Al-Ahly           |
| 18 | TĐ | Shikabala             | 5 tháng 3, 1986 (23 tuổi)   | 11      | Zamalek           |
| 19 | HV | Mohamed Abdel-Shafy   | 1 tháng 7, 1985 (24 tuổi)   | 6       | Zamalek           |
| 20 | HV | Wael Gomaa            | 3 tháng 8, 1975 (34 tuổi)   | 93      | Al-Ahly           |
| 21 | TĐ | Ahmed Raouf           | 15 tháng 4, 1982 (27 tuổi)  | 9       | Enppi             |
| 22 | TĐ | Elsayed Hamdi         | 1 tháng 3, 1984 (25 tuổi)   | 2       | Petrojet          |
| 23 | TM | Mahmoud Abou El-Saoud | 30 tháng 11, 1987 (22 tuổi) | 1       | El-Mansoura       |

### Nigeria
Huấn luyện viên: Shaibu Amodu
| Số | Vt | Cầu thủ            | Ngày sinh (tuổi)            | Số trận | Câu lạc bộ         |
| -- | -- | ------------------ | --------------------------- | ------- | ------------------ |
| 1  | TM | Vincent Enyeama    | 29 tháng 8, 1982 (27 tuổi)  | 44      | Hapoel Tel Aviv    |
| 2  | HV | Joseph Yobo        | 6 tháng 9, 1980 (29 tuổi)   | 64      | Everton            |
| 3  | HV | Taye Taiwo         | 16 tháng 4, 1985 (24 tuổi)  | 29      | Marseille          |
| 4  | TĐ | Nwankwo Kanu       | 1 tháng 8, 1976 (33 tuổi)   | 79      | Portsmouth         |
| 5  | HV | Obinna Nwaneri     | 18 tháng 3, 1982 (27 tuổi)  | 32      | Sion               |
| 6  | HV | Danny Shittu       | 2 tháng 9, 1980 (29 tuổi)   | 17      | Bolton Wanderers   |
| 7  | TĐ | Chinedu Obasi      | 1 tháng 6, 1986 (23 tuổi)   | 16      | 1899 Hoffenheim    |
| 8  | TĐ | Yakubu             | 22 tháng 11, 1982 (27 tuổi) | 45      | Everton            |
| 9  | TĐ | Obafemi Martins    | 28 tháng 10, 1984 (25 tuổi) | 24      | VfL Wolfsburg      |
| 10 | TV | John Obi Mikel     | 22 tháng 4, 1987 (22 tuổi)  | 28      | Chelsea            |
| 11 | TĐ | Peter Odemwingie   | 15 tháng 7, 1981 (28 tuổi)  | 31      | Lokomotiv Moscow   |
| 12 | TM | Austin Ejide       | 8 tháng 4, 1984 (25 tuổi)   | 13      | Hapoel Petah Tikva |
| 13 | TV | Ayila Yussuf       | 4 tháng 11, 1984 (25 tuổi)  | 16      | Dynamo Kyiv        |
| 14 | TV | Seyi Olofinjana    | 30 tháng 6, 1980 (29 tuổi)  | 22      | Hull City          |
| 15 | TV | Sani Kaita         | 2 tháng 5, 1986 (23 tuổi)   | 9       | Kuban Krasnodar    |
| 16 | TĐ | Kalu Uche          | 15 tháng 11, 1982 (27 tuổi) | 10      | Almería            |
| 17 | HV | Chidi Odiah        | 17 tháng 12, 1983 (26 tuổi) | 18      | CSKA Moscow        |
| 18 | TĐ | Victor Obinna      | 25 tháng 3, 1987 (22 tuổi)  | 18      | Málaga             |
| 19 | HV | Yusuf Mohamed      | 5 tháng 11, 1983 (26 tuổi)  | 7       | Sion               |
| 20 | TV | Dickson Etuhu      | 8 tháng 6, 1982 (27 tuổi)   | 6       | Fulham             |
| 21 | HV | Elderson Echiéjilé | 20 tháng 1, 1988 (21 tuổi)  | 4       | Rennes             |
| 22 | HV | Onyekachi Apam     | 30 tháng 12, 1986 (23 tuổi) | 7       | Nice               |
| 23 | TM | Dele Aiyenugba     | 20 tháng 11, 1983 (26 tuổi) | 7       | Bnei Yehuda        |

### Mozambique
Huấn luyện viên:  Mart Nooij
| Số | Vt | Cầu thủ          | Ngày sinh (tuổi)            | Số trận | Câu lạc bộ\|          |
| -- | -- | ---------------- | --------------------------- | ------- | --------------------- |
| 1  | TM | Bino             | 21 tháng 4, 1982 (27 tuổi)  | 4       | Liga Muçulmana        |
| 2  | HV | Hagi             | 29 tháng 5, 1985 (24 tuổi)  | 20      | Ferroviario de Maputo |
| 3  | TV | Genito           | 3 tháng 3, 1979 (30 tuổi)   | 22      | Nea Salamina          |
| 4  | TV | Simão Mate       | 23 tháng 7, 1988 (21 tuổi)  | 19      | Panathinaikos         |
| 5  | HV | Paíto            | 5 tháng 7, 1982 (27 tuổi)   | 24      | Sion                  |
| 6  | HV | Mano             | 28 tháng 4, 1984 (25 tuổi)  | 23      | ENPPI                 |
| 7  | TV | Domingues        | 13 tháng 11, 1983 (26 tuổi) | 27      | Mamelodi Sundowns     |
| 8  | TĐ | Fumo             | 22 tháng 9, 1979 (30 tuổi)  | 20      | Olympiakos Nicosia    |
| 9  | TĐ | Tico-Tico        | 16 tháng 8, 1973 (36 tuổi)  | 82      | Jomo Cosmos           |
| 10 | TĐ | Dário            | 27 tháng 2, 1977 (32 tuổi)  | 85      | Supersport United     |
| 11 | TĐ | Hélder           | 20 tháng 9, 1987 (22 tuổi)  | 4       | Portimonense          |
| 12 | TM | Kapango          | 14 tháng 9, 1975 (34 tuổi)  | 27      | Tersana               |
| 13 | HV | Fanuel           | 19 tháng 12, 1982 (27 tuổi) | 17      | Liga Muçulmana        |
| 14 | TV | Danito           | 5 tháng 6, 1983 (26 tuổi)   | 14      | Ferroviario de Maputo |
| 15 | HV | Whiskey          | 6 tháng 5, 1986 (23 tuổi)   | 13      | Ferroviario de Maputo |
| 16 | HV | Miro             | 30 tháng 4, 1982 (27 tuổi)  | 24      | Platinum Stars        |
| 17 | TV | Ze Luis          | 28 tháng 5, 1989 (20 tuổi)  | 3       | Baladeyet El-Mahalla  |
| 18 | HV | Dario Khan       | 24 tháng 1, 1984 (25 tuổi)  | 20      | Al-Kharitiyath        |
| 19 | HV | Zainadine Junior | 24 tháng 6, 1988 (21 tuổi)  | 1       | Desportivo de Maputo  |
| 20 | TV | Josemar          | 7 tháng 8, 1986 (23 tuổi)   | 10      | Costa do Sol          |
| 21 | HV | Campira          | 9 tháng 4, 1982 (27 tuổi)   | 13      | Maxaquene             |
| 22 | TM | Lamá             | 15 tháng 1, 1985 (24 tuổi)  | 0       | Ferroviario Maputo    |
| 23 | HV | Mexer            | 8 tháng 9, 1987 (22 tuổi)   | 10      | Sporting CP           |

### Bénin
Huấn luyện viên:  Michel Dussuyer
| Số | Vt | Cầu thủ            | Ngày sinh (tuổi)            | Số trận | Câu lạc bộ\|        |
| -- | -- | ------------------ | --------------------------- | ------- | ------------------- |
| 1  | TM | Yoann Djidonou     | 17 tháng 5, 1986 (23 tuổi)  | 16      | Libourne            |
| 2  | HV | Salomon Junior     | 8 tháng 4, 1986 (23 tuổi)   | 0       | ASPAC               |
| 3  | HV | Khaled Adenon      | 28 tháng 7, 1985 (24 tuổi)  | 25      | Bastia              |
| 4  | TV | Djiman Koukou      | 14 tháng 11, 1980 (29 tuổi) | 9       | Evian               |
| 5  | HV | Damien Chrysostome | 24 tháng 5, 1982 (27 tuổi)  | 43      | Denizlispor         |
| 6  | HV | Réda Johnson       | 21 tháng 3, 1988 (21 tuổi)  | 3       | Plymouth Argyle     |
| 7  | TV | Romuald Boco       | 8 tháng 7, 1985 (24 tuổi)   | 35      | Sligo Rovers        |
| 8  | TĐ | Razak Omotoyossi   | 8 tháng 10, 1985 (24 tuổi)  | 31      | Metz                |
| 9  | TĐ | Mohamed Golanne    | 30 tháng 11, 1989 (20 tuổi) | 3       | NK Pula             |
| 10 | TĐ | Nouhoum Kobéna     | 5 tháng 1, 1985 (25 tuổi)   | 11      | Almadina            |
| 11 | TV | Mouritala Ogunbiyi | 10 tháng 10, 1982 (27 tuổi) | 32      | Guingamp            |
| 12 | HV | Félicien Singbo    | 25 tháng 10, 1980 (29 tuổi) | 15      | Lokomotiv Plovdiv   |
| 13 | TV | Pascal Angan       | 19 tháng 4, 1986 (23 tuổi)  | 4       | Wydad Casablanca    |
| 14 | TĐ | Mickaël Poté       | 24 tháng 9, 1984 (25 tuổi)  | 10      | Nice                |
| 15 | TV | Gérard Adanhoume   | 26 tháng 11, 1986 (23 tuổi) | 0       | Soleil              |
| 16 | TM | Rachad Chitou      | 18 tháng 9, 1976 (33 tuổi)  | 26      | Wikki Tourists      |
| 17 | TV | Stéphane Sessègnon | 1 tháng 6, 1984 (25 tuổi)   | 24      | Paris Saint-Germain |
| 18 | TV | Seidath Tchomogo   | 13 tháng 8, 1985 (24 tuổi)  | 34      | East Riffa          |
| 19 | TV | Jocelyn Ahouéya    | 19 tháng 12, 1985 (24 tuổi) | 43      | Sion                |
| 20 | TV | Arnaud Séka        | 30 tháng 10, 1985 (24 tuổi) | 0       | Tonnerre d'Abomey   |
| 21 | HV | Mouftaou Adou      | 10 tháng 4, 1991 (18 tuổi)  | 2       | ASPAC               |
| 22 | TM | Valère Amoussou    | 10 tháng 3, 1987 (22 tuổi)  | 2       | AS Porto-Novo       |
| 23 | HV | Emmanuel Imorou    | 16 tháng 9, 1988 (21 tuổi)  | 0       | Gueugnon            |

## Bảng D

### Cameroon
Huấn luyện viên:  Paul Le Guen
| Số | Vt | Cầu thủ             | Ngày sinh (tuổi)            | Số trận | Câu lạc bộ           |
| -- | -- | ------------------- | --------------------------- | ------- | -------------------- |
| 1  | TM | Carlos Kameni       | 18 tháng 2, 1984 (25 tuổi)  | 53      | Espanyol             |
| 2  | TV | Gilles Binya        | 29 tháng 8, 1984 (25 tuổi)  | 12      | Neuchâtel Xamax      |
| 3  | HV | Nicolas N'Koulou    | 27 tháng 3, 1990 (19 tuổi)  | 7       | Monaco               |
| 4  | HV | Rigobert Song       | 1 tháng 7, 1976 (33 tuổi)   | 131     | Trabzonspor          |
| 5  | HV | Aurélien Chedjou    | 20 tháng 6, 1985 (24 tuổi)  | 4       | Lille                |
| 6  | HV | Alex Song           | 9 tháng 9, 1987 (22 tuổi)   | 15      | Arsenal              |
| 7  | TV | Landry N'Guémo      | 28 tháng 11, 1985 (24 tuổi) | 14      | Celtic               |
| 8  | TV | Geremi              | 20 tháng 12, 1978 (31 tuổi) | 107     | Ankaragücü           |
| 9  | TĐ | Samuel Eto'o        | 10 tháng 3, 1981 (28 tuổi)  | 89      | Inter Milan          |
| 10 | TV | Achille Emana       | 5 tháng 6, 1982 (27 tuổi)   | 27      | Real Betis           |
| 11 | TV | Jean Makoun         | 29 tháng 5, 1983 (26 tuổi)  | 41      | Lyon                 |
| 12 | HV | Henri Bedimo        | 4 tháng 6, 1984 (25 tuổi)   | 2       | Lens                 |
| 13 | TV | Somen Tchoyi        | 29 tháng 3, 1983 (26 tuổi)  | 10      | Red Bull Salzburg    |
| 14 | TĐ | Paul Alo'o          | 12 tháng 11, 1983 (26 tuổi) | 6       | Nancy                |
| 15 | TĐ | Pierre Webó         | 20 tháng 1, 1982 (27 tuổi)  | 34      | Mallorca             |
| 16 | TM | Souleymanou Hamidou | 22 tháng 11, 1973 (36 tuổi) | 18      | Kayserispor          |
| 17 | TĐ | Mohammadou Idrissou | 8 tháng 3, 1980 (29 tuổi)   | 24      | SC Freiburg          |
| 18 | TV | Eyong Enoh          | 23 tháng 3, 1986 (23 tuổi)  | 7       | Ajax                 |
| 19 | HV | Stéphane Mbia       | 20 tháng 5, 1986 (23 tuổi)  | 26      | Marseille            |
| 20 | TV | Georges Mandjeck    | 9 tháng 12, 1988 (21 tuổi)  | 1       | 1. FC Kaiserslautern |
| 21 | HV | Joël Matip          | 8 tháng 8, 1991 (18 tuổi)   | 0       | Schalke 04           |
| 22 | TM | Guy N'dy Assembé    | 28 tháng 2, 1986 (23 tuổi)  | 0       | Valenciennes         |
| 23 | HV | André Bikey         | 8 tháng 1, 1985 (25 tuổi)   | 22      | Burnley              |

### Gabon
Huấn luyện viên:  Alain Giresse
| Số | Vt | Cầu thủ                   | Ngày sinh (tuổi)            | Số trận | Câu lạc bộ        |
| -- | -- | ------------------------- | --------------------------- | ------- | ----------------- |
| 1  | TM | Didier Ovono              | 23 tháng 1, 1983 (26 tuổi)  | 37      | Le Mans           |
| 2  | HV | Georges Ambourouet        | 1 tháng 5, 1986 (23 tuổi)   | 21      | Makedonija        |
| 3  | TV | Arsène Copa               | 7 tháng 6, 1988 (21 tuổi)   | 3       | Győr              |
| 4  | HV | Erwin Nguéma              | 7 tháng 3, 1989 (20 tuổi)   | 3       | Cotonsport Garoua |
| 5  | HV | Bruno Ecuele Manga        | 16 tháng 7, 1988 (21 tuổi)  | 16      | Angers            |
| 6  | HV | Ernest Akouassaga         | 16 tháng 9, 1985 (24 tuổi)  | 13      | Nantes            |
| 7  | TV | Stéphane N'Guéma          | 20 tháng 11, 1984 (25 tuổi) | 16      | Olimpia Bălți     |
| 8  | TĐ | Daniel Cousin             | 7 tháng 2, 1977 (32 tuổi)   | 19      | Hull City         |
| 9  | TĐ | Pierre-Emerick Aubameyang | 28 tháng 1, 1989 (20 tuổi)  | 2       | Lille             |
| 10 | TV | Alain Djissikadié         | 5 tháng 1, 1977 (33 tuổi)   | 31      | TP Mazembe        |
| 11 | TĐ | Éric Mouloungui           | 1 tháng 4, 1984 (25 tuổi)   | 14      | Nice              |
| 12 | TĐ | Willy Aubameyang          | 16 tháng 2, 1987 (22 tuổi)  | 2       | Eupen             |
| 13 | TV | Bruno Zita                | 15 tháng 7, 1980 (29 tuổi)  | 23      | Sivasspor         |
| 14 | TV | Paul Kessany              | 16 tháng 4, 1985 (24 tuổi)  | 31      | Istres            |
| 15 | HV | Arsène Do Marcolino       | 26 tháng 11, 1986 (23 tuổi) | 6       | Les Herbiers      |
| 16 | TM | Boris Nguéma Békalé       | 7 tháng 12, 1984 (25 tuổi)  | 5       | USM Libreville    |
| 17 | HV | Moïse Brou                | 4 tháng 2, 1982 (27 tuổi)   | 10      | Brest             |
| 18 | TV | Cédric Moubamba           | 14 tháng 10, 1979 (30 tuổi) | 43      | Dhofar            |
| 19 | HV | Rodrigue Moundounga       | 28 tháng 8, 1982 (27 tuổi)  | 37      | Mangasport        |
| 20 | TĐ | Fabrice Do Marcolino      | 14 tháng 3, 1983 (26 tuổi)  | 53      | Stade Laval       |
| 21 | TV | Thierry Issiémou          | 31 tháng 3, 1983 (26 tuổi)  | 25      | Monastir          |
| 22 | TM | Yves Bitséki Moto         | 23 tháng 4, 1983 (26 tuổi)  | 0       | Bitam             |
| 23 | TĐ | Roguy Méyé                | 7 tháng 10, 1986 (23 tuổi)  | 14      | Ankaragücü        |

### Zambia
Huấn luyện viên:  Hervé Renard
| Số | Vt | Cầu thủ             | Ngày sinh (tuổi)            | Số trận | Câu lạc bộ            |
| -- | -- | ------------------- | --------------------------- | ------- | --------------------- |
| 1  | TM | Kalililo Kakonje    | 1 tháng 6, 1985 (24 tuổi)   | 13      | AmaZulu               |
| 2  | TV | Francis Kasonde     | 1 tháng 9, 1986 (23 tuổi)   | 18      | Al-Suwaiq             |
| 3  | HV | Dennis Banda        | 10 tháng 12, 1988 (21 tuổi) | 14      | Green Buffaloes       |
| 4  | HV | Joseph Musonda      | 30 tháng 5, 1977 (32 tuổi)  | 58      | Golden Arrows         |
| 5  | HV | Hijani Himoonde     | 15 tháng 6, 1985 (24 tuổi)  | 13      | Lusaka Dynamos        |
| 6  | HV | Emmanuel Mbola      | 10 tháng 5, 1993 (16 tuổi)  | 11      | Pyunik                |
| 7  | TĐ | Jacob Mulenga       | 12 tháng 2, 1984 (25 tuổi)  | 26      | Utrecht               |
| 8  | TV | Isaac Chansa        | 23 tháng 3, 1984 (25 tuổi)  | 26      | Helsingborgs IF       |
| 9  | TĐ | Collins Mbesuma     | 3 tháng 2, 1984 (25 tuổi)   | 2       | Moroka Swallows       |
| 10 | TV | Felix Katongo       | 18 tháng 4, 1984 (25 tuổi)  | 34      | Mamelodi Sundowns     |
| 11 | TV | Christopher Katongo | 31 tháng 8, 1982 (27 tuổi)  | 50      | Arminia Bielefeld     |
| 12 | TĐ | James Chamanga      | 2 tháng 2, 1980 (29 tuổi)   | 29      | Dalian Shide          |
| 13 | HV | Stophira Sunzu      | 22 tháng 6, 1989 (20 tuổi)  | 9       | Zanaco                |
| 14 | TV | Noah Chivuta        | 25 tháng 12, 1983 (26 tuổi) | 12      | Maritzburg United     |
| 15 | HV | Chintu Kampamba     | 28 tháng 12, 1980 (29 tuổi) | 17      | Free State Stars      |
| 16 | TM | Kennedy Mweene      | 11 tháng 12, 1984 (25 tuổi) | 44      | Free State Stars      |
| 17 | TV | Rainford Kalaba     | 14 tháng 8, 1986 (23 tuổi)  | 36      | União de Leiria       |
| 18 | TĐ | Given Singuluma     | 26 tháng 9, 1985 (24 tuổi)  | 13      | TP Mazembe            |
| 19 | HV | Thomas Nyrienda     | 21 tháng 1, 1984 (25 tuổi)  | 4       | Zanaco                |
| 20 | TV | William Njovu       | 4 tháng 3, 1987 (22 tuổi)   | 9       | Hapoel Kiryat Shmona  |
| 21 | TĐ | Emmanuel Mayuka     | 21 tháng 11, 1990 (19 tuổi) | 15      | Maccabi Tel Aviv      |
| 22 | TM | Jacob Banda         | 11 tháng 2, 1988 (21 tuổi)  | 8       | ZESCO United          |
| 23 | TV | Clifford Mulenga    | 5 tháng 8, 1987 (22 tuổi)   | 15      | Mpumalanga Black Aces |

### Tunisia
Huấn luyện viên: Faouzi Benzarti
| Số | Vt | Cầu thủ             | Ngày sinh (tuổi)            | Số trận | Câu lạc bộ      |
| -- | -- | ------------------- | --------------------------- | ------- | --------------- |
| 1  | TM | Adel Nefzi          | 16 tháng 3, 1974 (35 tuổi)  | 3       | Club Africain   |
| 2  | HV | Khaled Souissi      | 20 tháng 5, 1985 (24 tuổi)  | 10      | Club Africain   |
| 3  | HV | Karim Haggui        | 20 tháng 1, 1984 (25 tuổi)  | 62      | Hannover 96     |
| 4  | HV | Radhouène Felhi     | 25 tháng 3, 1984 (25 tuổi)  | 23      | 1860 Munich     |
| 5  | HV | Ammar Jemal         | 20 tháng 4, 1987 (22 tuổi)  | 6       | Étoile du Sahel |
| 6  | TV | Hocine Ragued       | 11 tháng 2, 1983 (26 tuổi)  | 21      | Slavia Prague   |
| 7  | TV | Chaouki Ben Saada   | 1 tháng 7, 1984 (25 tuổi)   | 30      | Nice            |
| 8  | TV | Khaled Korbi        | 16 tháng 12, 1985 (24 tuổi) | 6       | Espérance ST    |
| 9  | TĐ | Amine Chermiti      | 26 tháng 12, 1987 (22 tuổi) | 29      | Ittihad Jeddah  |
| 10 | TV | Oussama Darragi     | 3 tháng 4, 1987 (22 tuổi)   | 12      | Espérance ST    |
| 11 | HV | Souheïl Ben Radhia  | 26 tháng 8, 1985 (24 tuổi)  | 2       | Étoile du Sahel |
| 12 | HV | Khalil Chemmam      | 24 tháng 7, 1987 (22 tuổi)  | 2       | Espérance ST    |
| 13 | TV | Chadi Hammami       | 14 tháng 6, 1986 (23 tuổi)  | 8       | CS Sfaxien      |
| 14 | TV | Haytham Mrabet      | 15 tháng 10, 1980 (29 tuổi) | 4       | CS Sfaxien      |
| 15 | TĐ | Zouheir Dhaouadi    | 1 tháng 1, 1988 (22 tuổi)   | 4       | Club Africain   |
| 16 | TM | Aymen Mathlouthi    | 14 tháng 9, 1984 (25 tuổi)  | 27      | Étoile du Sahel |
| 17 | TĐ | Issam Jemâa         | 28 tháng 1, 1984 (25 tuổi)  | 38      | Lens            |
| 18 | HV | Yassin Mikari       | 9 tháng 1, 1983 (27 tuổi)   | 25      | Sochaux         |
| 19 | TĐ | Youssef Msakni      | 28 tháng 10, 1990 (19 tuổi) | 0       | Espérance ST    |
| 20 | TV | Mohamed Ali Nafkha  | 25 tháng 1, 1986 (23 tuổi)  | 5       | Étoile du Sahel |
| 21 | HV | Bilel Ifa           | 9 tháng 3, 1990 (19 tuổi)   | 3       | Club Africain   |
| 22 | TM | Farouk Ben Mustapha | 1 tháng 7, 1989 (20 tuổi)   | 0       | CA Bizertin     |
| 23 | TĐ | Ahmed Akaichi       | 23 tháng 2, 1989 (20 tuổi)  | 0       | Étoile du Sahel |